# Victoria (Tarlac)
Victoria (Bayan ng Victoria - Municipality of Victoria)es un municipio filipino de segunda categoría, situado en la parte central de la isla de Luzón. Forma parte del Segundo Distrito Electoral de la provincia de Tarlac situada en la Región Administrativa de Luzón Central, también denominada Región III.

## Geografía

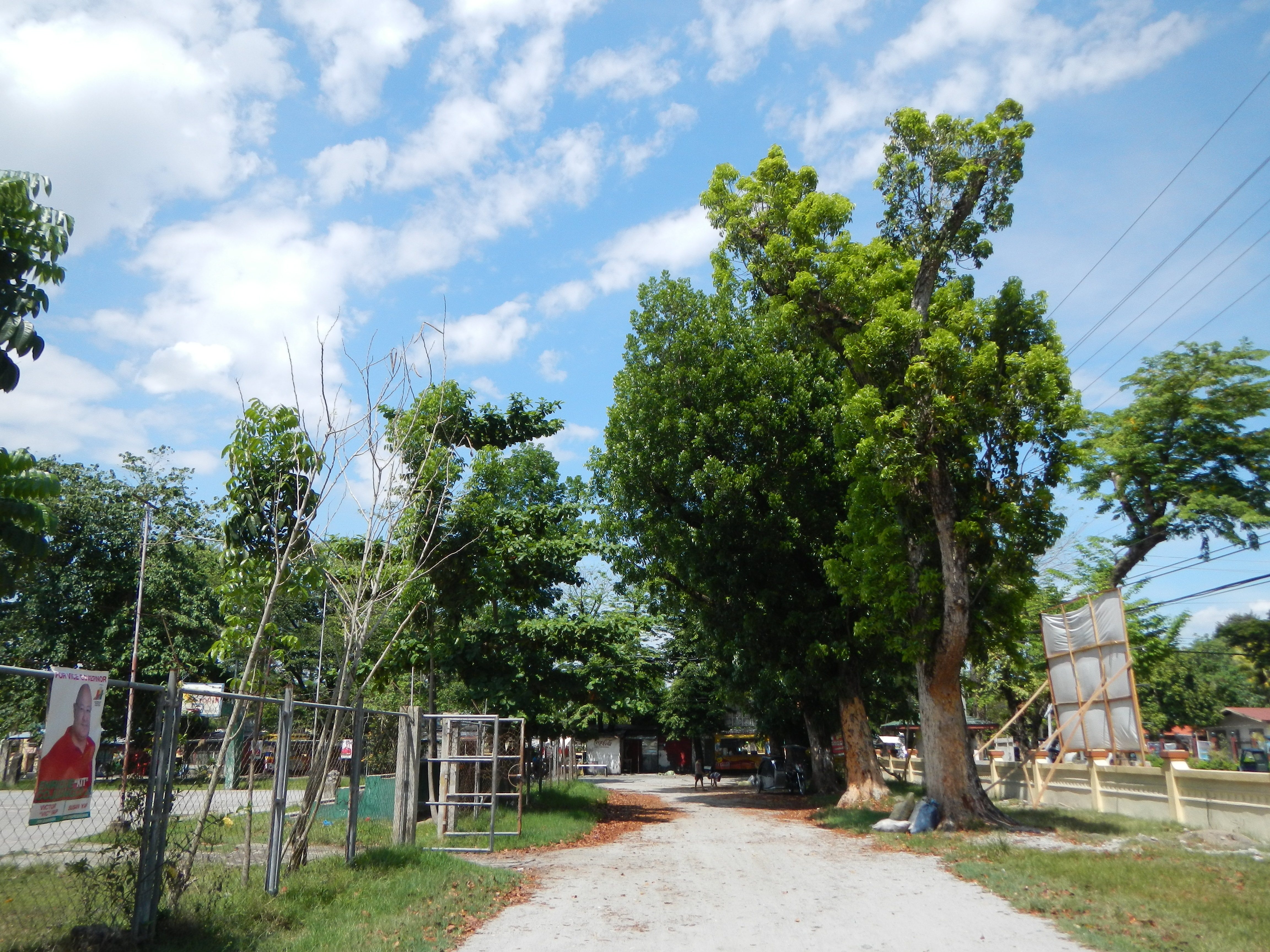
Paisaje urbano.

Municipio situado en el este de la provincia en el límite con Nueva Écija. Su término linda al norte con dicha provincia, municipios de San Juan de Guimba al nordeste y de Licab al este; al sur con los de Tarlac y  Paz; y al oeste con los de Gerona y Pura.

### Barangays
El municipio  de Victoria se divide, a los efectos administrativos, en 26 barangayes o barrios, conforme a la siguiente relación:
| - Baculong - Balayang - Balbaloto - Bangar - Bantog - Batang-batang - Bulo | - Cabuluán - Calibungán - Canarem - Cruz - Lalapac - Maluid - Mangolago - Masalasa | - Palac-palac - San Agustín - San Andrés - San Fernando (Población) - San Francisco - San Gabino (Población) | - San Jacinto - San Nicolás (Población) - San Vicente (Población) - Santa Bárbara (Población) - Santa Lucía (Población) |  |

### Población
La Victoria está poblada por inmigrantes procedentes tanto de Ilocos como de La Pampanga. Cristianizados por  españoles, adoptaron como patrona la Inmaculada Concepción.
La Pasión de Cristo  se canta en tres dialectos: Kapampangan se  en San Fernando, tagalo en San Gavino e Ilocano en el resto del municipio.

## Historia
Los primeros habitantes del municipio eran inmigrantes de la región de Ilocos, municipios de Santa Lucía y Badoc. Llegaron entre los años 1849 y 1851, atraídos por la feracidad de sus tierras, y optaron por residir junto al lago de Canarem, donde abunda la pesca.

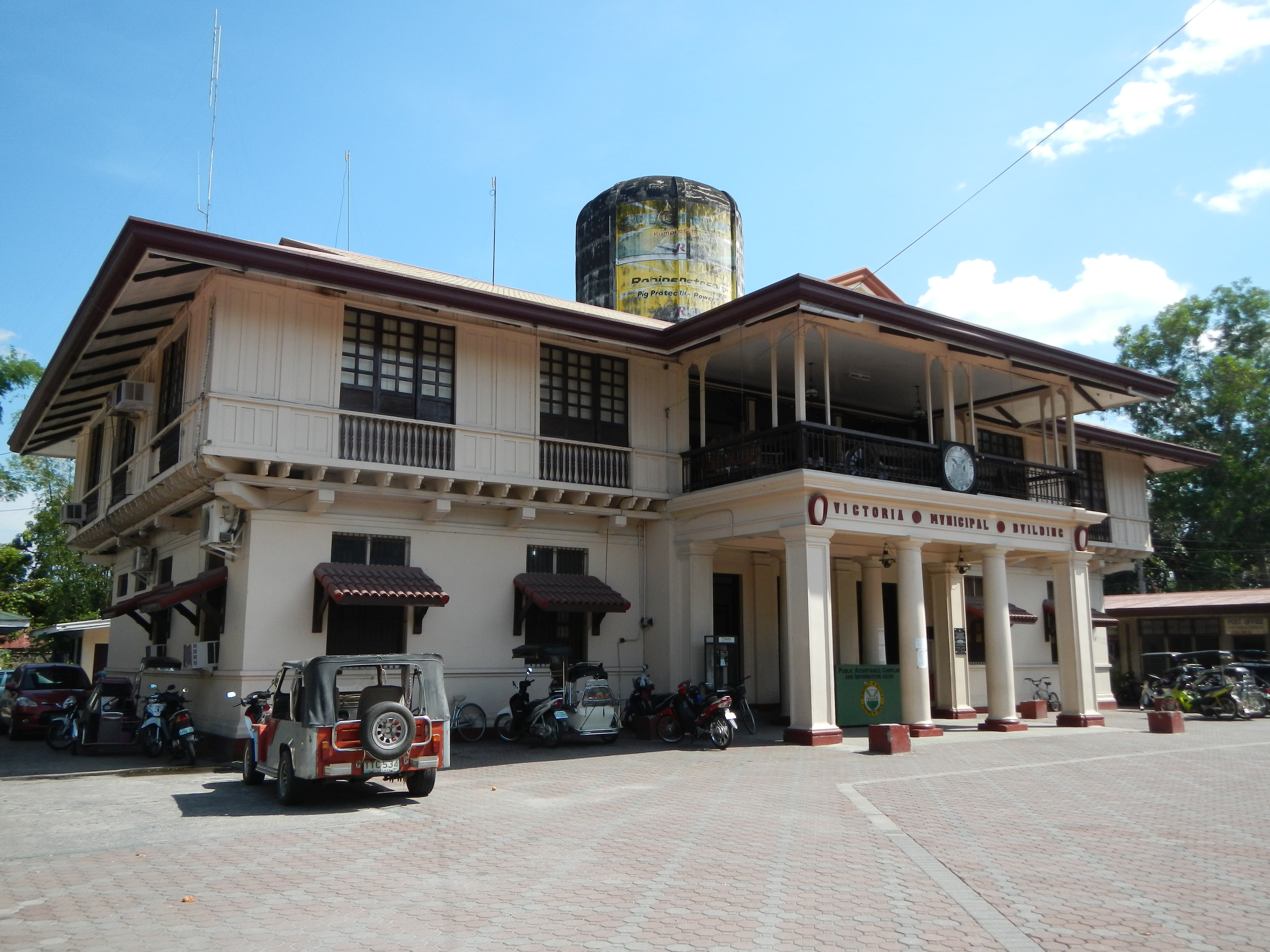
Casas consistoriales.

Victoria se llamaba originalmente Canarem, era un barrio de la ciudad de Tarlac, cuando éste formaba parte de la provincia de Pampanga.
El 28 de marzo de 1855 durante el mandato del Gobernador de Filipinas Manuel Crespo y Cebrián, Canerem cambió su nombre por el de La Victoria en conmemoración  de la victoria los partidarios de la reina Isabel en  la segunda guerra carlista (1846–1849).
En 1852 cuando Canarem alcanza los 4600 habitantes, las autoridades españolas designan a Andrés Rigor y a Vicente Taguinaldo como cabezas de barangay, quienes el 25 de noviembre de 1854 solicitan que el barrio de Canarem se separe de Tarlac, formando un nuevo municipio en la provincia de Pampanga. Su objetivo fue logrado el 28 de marzo de 1855.
El 31 de julio de 1866, el Gobernador, Fernando Norzagaray y Escudero manda a los gobernadores de Pampanga y Pangasinan  establecer los límites entre La Victoria y Tarlac. Esto supuso que los límites del Sitio Baguia y se situaran en Sitio Malawit, reduciendo  el tamaño de La Victoria unos dos kilómetros de ancho, perdiendo los sitios de Bulala, Paltoc, Narsigan, Pulong Ganla, Pulong Palico y Kalamkan.

## Patrimonio

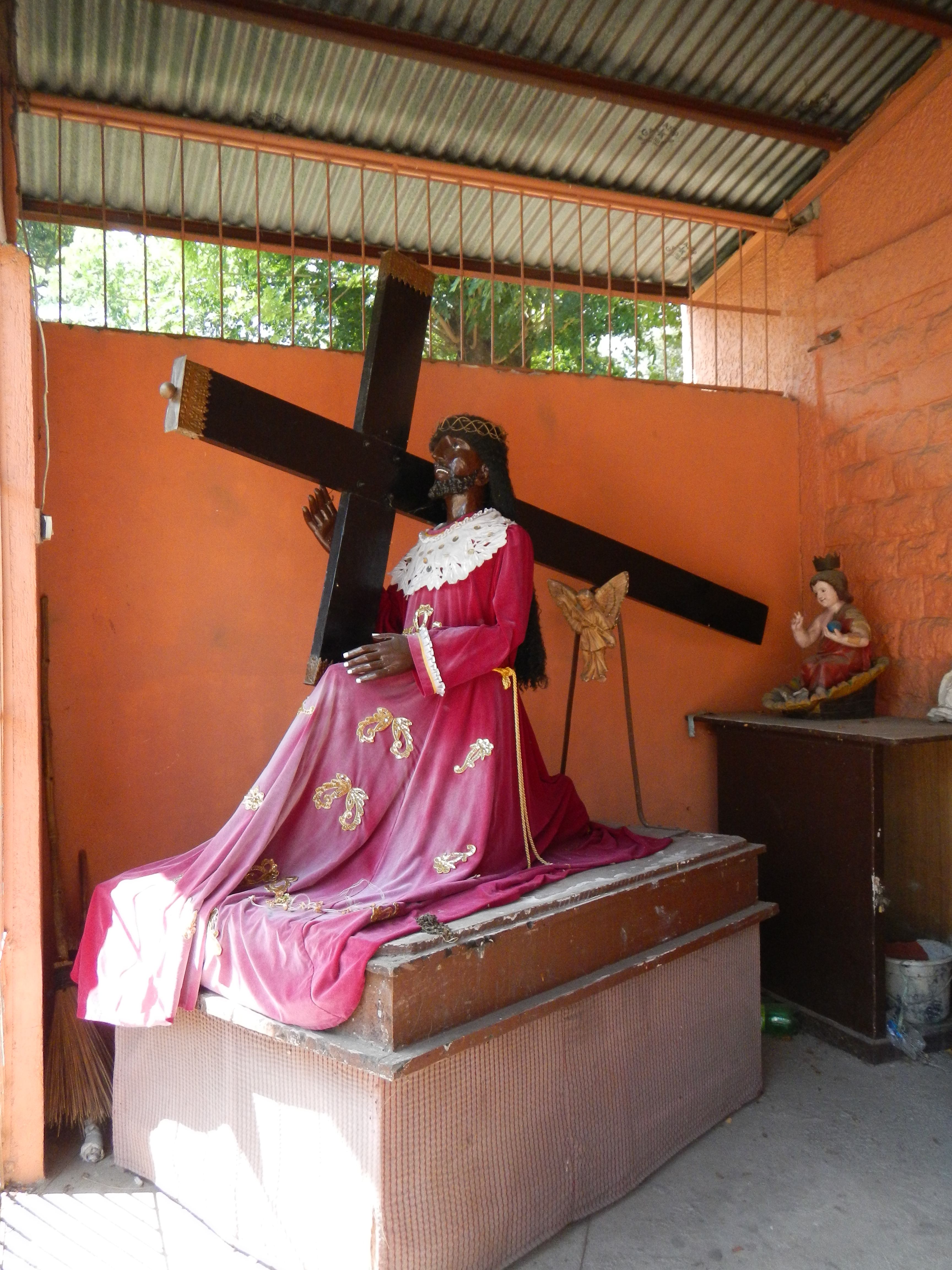
Kalbaryos de Semana Santa.

Victoria es un pueblo de patrimonio que atesora con hermosa historia.

### Iglesia
Iglesia parroquial católica bajo la advocación de la Inmaculada Concepción, data del año 1990 (Immaculate Conception Parish Church of Victoria).
Forma parte de  la Vicaría de la Inmaculada Concepción, perteneciente a la diócesis de Tarlac en la provincia Eclesiástica de San Fernando.
A pesar de que Canarem se convirtió en  municipio, eclesiásticamente,  permaneció bajo la jurisdicción de la ciudad de Tarlac.
El 13 de diciembre de 1865, un grupo  liderado por Nicolás Rigor, Dionisio Marcelo y Gabriel Valdez solicitaron establecer una parroquia en al Población, logrando su objetivo el  27 de abril de 1867.

### Semana Santa
En Semana Santa los penitentes llevan devotamente cruces de madera, (Panata). En los bordes de los caminos  se establecen loc calvarios (kalbaryos), donde se canta la pasión de Cristo (pasyon).
Las procesiones se celebran  en la tarde del Viernes Santo y también la conocida como salubong al amanecer  del Domingo de Pascua.